# Lange Nacht der Computerspiele

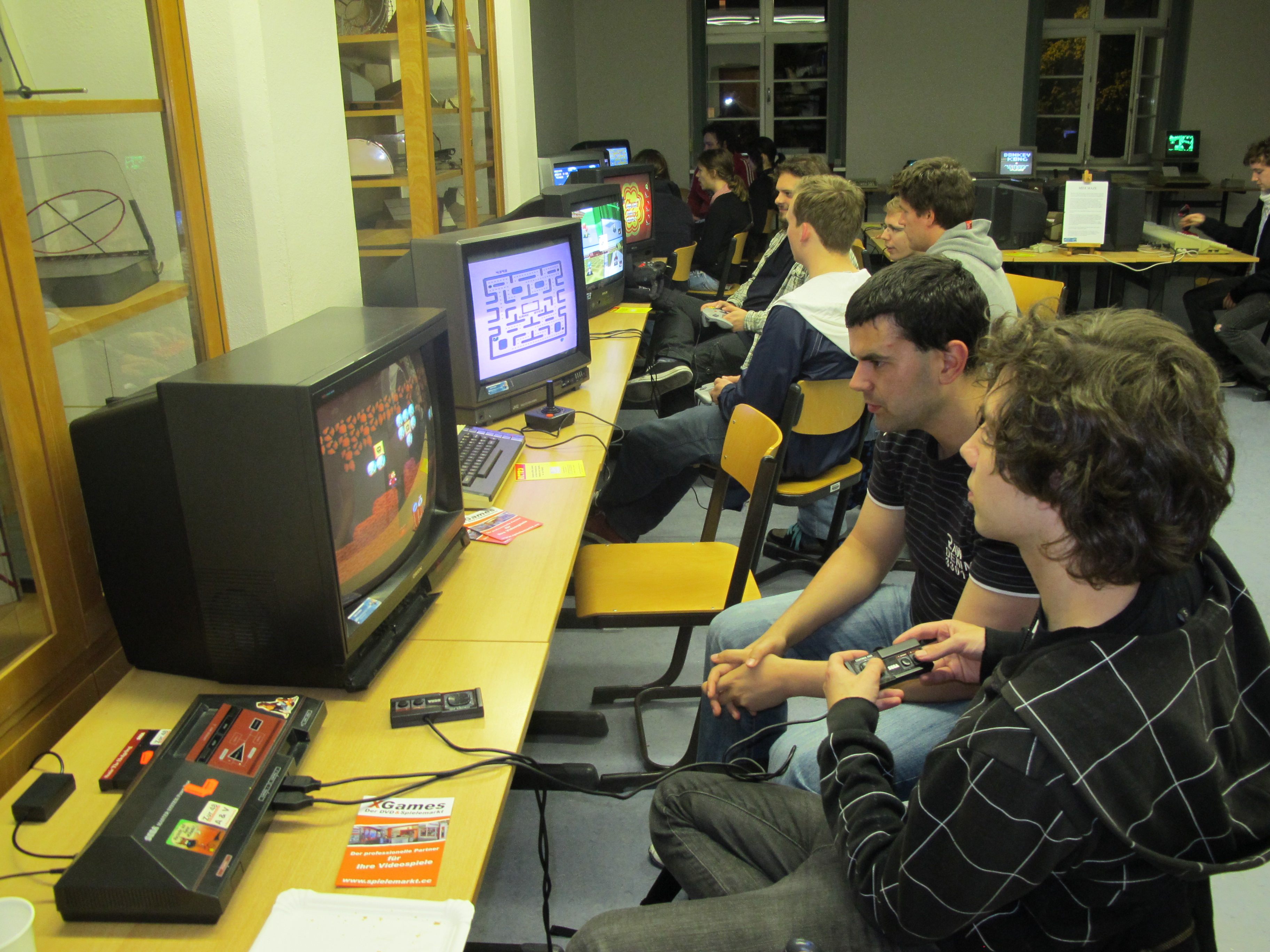
Retro-Konsolen

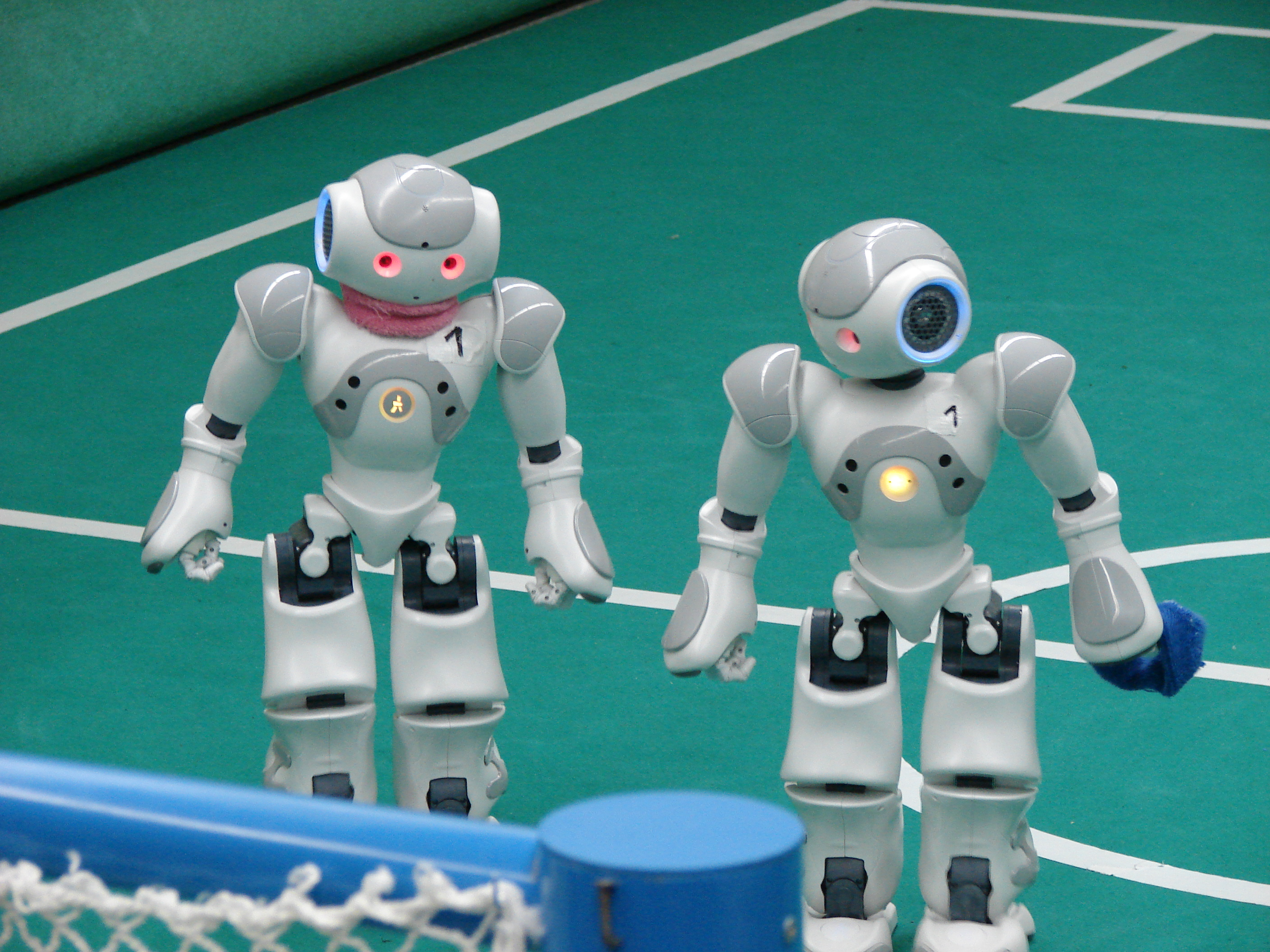
Fußball-Roboter

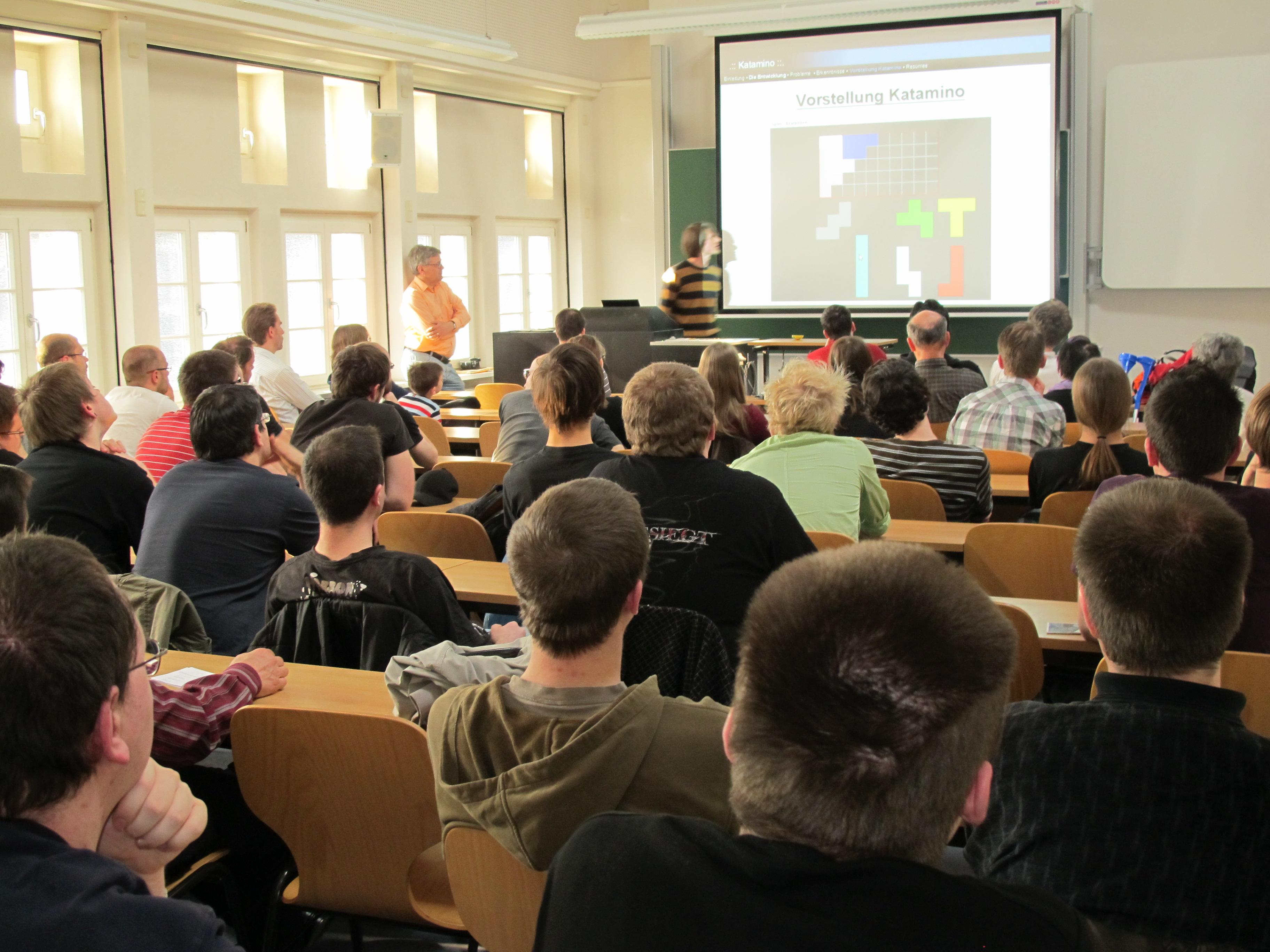
Vorträge

Die Lange Nacht der Computerspiele ist ein Spielefest, das jedes Jahr an der Hochschule für Technik, Wirtschaft und Kultur Leipzig stattfindet. Mit seinen Schwerpunkten auf Indie-Game-Entwicklern einerseits, auf historischen Heimcomputern und Spielkonsolen ist das Festival zur Kultur und Geschichte der Spiele die größte Veranstaltung für Retrocomputing und Retrogaming in Deutschland.

## Geschichte
Die erste Lange Nacht der Computerspiele 2007 war als Höhepunkt einer Vorlesungsreihe an der HTWK Leipzig für einige Dutzend Studenten gedacht. Ins Leben gerufen wurde sie durch den Informatik-Professor Klaus Bastian und den Journalisten und Sammler René Meyer. Ab 2017 organisierte Medien-Professorin Gabriele Hooffacker mit Marcus Klöppel und Team die Computerspielenacht. Seit 2025 übernahm ein Team aus Professoren und Studierenden der Fakultät Informatik und Medien die Organisation.
Im Laufe der Jahre wuchs die Veranstaltung um Fläche, Inhalte und Besucher. Heute nimmt sie die Gänge und Räume mehrerer Etagen eines Hochschulbaus ein; mit 3.000 Quadratmetern Fläche und rund 4.000 Besuchern aus der ganzen Republik hat sie die Dimension einer kleinen Messe erreicht.
Die erste Spielenacht begann um 18 Uhr und endete gegen 4 Uhr. Im Laufe der Jahre wurden die Zeiten mehrfach nach vorn verschoben, um auswärtigen Besuchern und Familien mit Kindern entgegenzukommen. Heute beginnt die Lange Nacht der Computerspiele bereits ab 14 Uhr und schließt vor Mitternacht. Vorangestellt ist seit 2015 der Hochschulinformationstag der Einrichtung.
2018 kam ein Gamepodcast der Computerspielenacht hinzu. 2020 fand die 14. Lange Nacht der Computerspiele wegen der Corona-Pandemie erstmals komplett im virtuellen Raum via Discord statt. Neu hinzugekommen ist 2020 ein jährliches Symposium, das "Science MashUp", das live gestreamt wird. Die Beiträge werden in der Reihe "Leipziger Beiträge zur Computerspielekultur" publiziert. Auch 2021 gab es eine virtuelle Computerspielenacht, diesmal realisiert über die Plattform Gather.town. Seit 2022 wird die Lange Nacht der Computerspiele wieder in Präsenz durchgeführt, begleitet von mehreren Online-Events.

## Programm
Im Zentrum stehen aktuelle Themen wie Lasertag oder Virtuelle Realität, Indie-Game-Entwickler sowie zahlreiche Heimcomputer und Spielkonsolen aus vier Jahrzehnten, die von privaten Sammlern und Vereinen aufgebaut werden. Traditionell sind das in den siebziger und achtziger Jahren beliebte Geräte wie Atari 2600, Commodore 64, Commodore Amiga und Super Nintendo, aber auch Exoten wie Virtual Boy, Apple Pippin und Vectrex. Zunehmend zum Einsatz kommen betagte PCs mit MS-DOS-Spielen. Neben historischen Exponaten werden auch neue Spiele und Hardware-Lösungen für klassische Systeme gezeigt. 
Daneben gibt es Brettspiele, Werkstätten mit Lötkursen und 3D-Druckern, Stände von Indie-Entwicklern, Computer-Pools mit aktuellen PCs, Turniere, Vorträge, Film-Vorführungen, Spielemusik-Konzerte sowie Ausstellungen und Installationen rund um digitale Kunst.
Seit 2020 findet zur Computerspielenacht jährlich ein wissenschaftliches Symposium unter dem Titel "Science MashUp" statt.

## Höhepunkte
Inhaltliche Höhepunkte in den vergangenen Jahren waren:
- die Live-Übertragung der ersten Veranstaltung 2007 in Second Life
- ein Netzwerk aus 16 Atari ST, um MIDI Maze gegeneinander zu spielen
- Freundschaftsspiele der Fußballroboter der Hochschule (die regelmäßig beim Robocup vordere Plätze erreichen und 2018 Weltmeister wurden[13]) mit Mannschaften aus anderen Städten
- die Premiere der deutschen Untertitelung des Dokumentarfilms Moleman 2: Demoscene - The Art Of The Algorithms
- Gäste wie Computer-Pionier Petro Tyschtschenko und Knut Müller, der Erschaffer der RHEM-Serie
- Chiptune-Konzerte, u. a. von Tronimal
- Austragung der Deutschen Mega Drive Meisterschaften
- ein Turnier der LNC Masters in League of Legends 2021
- Präsentationen von Indie-Game-Entwicklern.